# Studija u grimizu
Studija u grimizu (eng. A Study in Scarlet) je prvi roman sir Arthura Conana Doylea o pustolovinama Sherlocka Holmesa i njegovog suradnika dr. Watsona.

## Radnja
Nakon što je tijekom vojne službe bio ranjen u ratu u Afganistanu (Drugi Anglo-Afganistanski rat), dr. Watson odlazi u prijevremenu mirovinu te se naseljuje u Londonu. Tražeći način da se što jeftinije smjesti susreće bivšeg vojnog kolegu koji ga upoznaje sa Sherlockom Holmesom koji također traži druga koji bi s njime podjelio troškove stanovanja. Njih dvojica se nastanjuju na adresi Baker Street 221 B. Watsona začuđuje nevjerojatno znanje i neznanje koje Holmes pokazuje.
1. Poznavanje književnosti - ništa

2. Poznavanje filozofije - ništa

3. Poznavanje astronomije - ništa

4. Poznavanje politike - slabo

5. Poznavanje botanike - različito. Poznaje sve vrste otrova. O praktičnom vrtlarstvu ne zna ništa.

6. Poznavanje geologije - znanje praktično ali ograničeno. Vrste tla razlikuje na prvi pogled.

7. Poznavanje kemije - veoma temeljno

8. Poznavanje anatomije - podrobno ali nesistematsko

9. Poznavanje senzacionalističke književnosti - ogromno. Poznaje i najsitniju pojedinost svih užasa koji su se odigrali u 19. stoljeću.

10. Dobro svira violinu

11. Stručnjak je za biljar, boks i mačevanje

12. Posjeduje temeljno praktično znanje britanskog prava.
Holmes mu otkriva da je on "detektiv savjetnik", jedini te vrste na cijelom svijetu, i u stanju je razriješiti i najzamršeniji slučaj. Watson se u to osobno uvjerava kada Holmes riješava slučaj dva zagonetna ubojstva koja su mučila policiju. U slučaj su bili umješani mormoni i osveta zbog starog ubojstva.